# Kathy Kreiner
Katharine „Kathy” Kreiner, po mężu Phillips (ur. 4 maja 1957 w Timmins) – kanadyjska narciarka alpejska, mistrzyni olimpijska i mistrzyni świata.

## Kariera
Pierwsze sukcesy w karierze Kathy Kreiner odniosła w sezonie 1971/1972. Pierwsze punkty w zawodach Pucharu Świata wywalczyła 18 stycznia 1972 roku w Grindelwald, zajmując szóste miejsce w zjeździe. Nieco ponad rok później, 7 marca 1973 roku w Anchorage, po raz pierwszy stanęła na podium zawodów pucharowych, zajmując trzecie miejsce w gigancie. W zawodach tych wyprzedziły ją jedynie Bernadette Zurbriggen ze Szwajcarii oraz Austriaczka Monika Kaserer. W kolejnych latach jeszcze pięć razy plasowała się w czołowej trójce zawodów tego cyklu, w tym 6 stycznia 1974 roku w Pfronten odniosła swoje jedyne zwycięstwo, wygrywając giganta. Ponadto 1 marca 1975 roku w Garibaldi i 19 marca 1976 roku w Mont-Sainte-Anne była trzecia w tej konkurencji, 20 stycznia w Arosa i 6 marca 1977 roku w Heavenly Valley giganta kończyła na drugiej pozycji, a 3 grudnia 1980 roku w Val d’Isère drugie miejsce zajęła w zjeździe. Najlepsze wyniki osiągnęła w sezonie 1973/1974, kiedy zajęła dziesiąte miejsce w klasyfikacji generalnej. Była też czwarta w klasyfikacji giganta w sezonie 1976/1977.
W wieku zaledwie 14 lat wystartowała na igrzyskach olimpijskich w Sapporo w 1972 roku, gdzie jej najlepszym wynikiem było czternaste miejsce w slalomie. Dwa lata później była siódma w zjeździe i piętnasta w slalomie podczas mistrzostw świata w Sankt Moritz. Największy sukces osiągnęła na igrzyskach olimpijskich w Innsbrucku w 1976 roku, gdzie wywalczyła złoty medal w gigancie. Pokonała tam Rosi Mittermaier RFN o 0,12 sekundy, a o 0,82 sekundy wyprzedziła Francuzkę Daniele Debernard. W chwili zwycięstwa była najmłodszą mistrzynią olimpijską w historii zimowych igrzysk. Blisko kolejnego medalu była na mistrzostwach świata w Garmisch-Partenkirchen, gdzie kombinację ukończyła na czwartej pozycji. Walkę o podium przegrała tam z Francuzką Fabienne Serrat. Brała także udział w igrzyskach olimpijskich w Lake Placid w 1980 roku, zajmując między innymi piąte miejsce w zjeździe i dziewiąte w gigancie. Igrzyska w Lake Placid były także mistrzostwami świata, jednak kombinację rozegrano tylko w ramach drugiej z tych imprez. W konkurencji tej Kreiner była czwarta, tym razem w walce o medal ulegając Austriaczce Ingrid Eberle. Wielokrotnie zdobywała medale mistrzostw Kanady, w tym dwanaście złotych: w zjeździe w latach 1975 i 1978, gigancie w latach 1974, 1976, 1977 i 1978, slalomie w latach 1975, 1977 i 1979 oraz kombinacji w latach 1974, 1976 i 1978. W 1981 roku zakończyła karierę.
W 1976 roku została wybrana kanadyjską sportsmenką roku.
Jej siostra Laurie Kreiner również uprawiała narciarstwo alpejskie.

## Osiągnięcia

### Igrzyska olimpijskie
| Miejsce | Dzień     | Rok  | Miejscowość | Konkurencja | Czas biegu  | Strata  | Zwyciężczyni          |
| ------- | --------- | ---- | ----------- | ----------- | ----------- | ------- | --------------------- |
| 33.     | 5 lutego  | 1972 | Sapporo     | Zjazd       | 1:36,68 min | +7,00 s | Marie-Theres Nadig    |
| 14.     | 11 lutego | 1972 | Sapporo     | Slalom      | 1:31,24 min | +9,03 s | Barbara Cochran       |
| 19.     | 8 lutego  | 1976 | Innsbruck   | Zjazd       | 1:46,16 min | +4,32 s | Rosi Mittermaier      |
| DNF     | 11 lutego | 1976 | Innsbruck   | Slalom      | 1:30,54 min | -       | Rosi Mittermaier      |
| 1.      | 13 lutego | 1976 | Innsbruck   | Gigant      | 1:29,13 min | -       | -                     |
| 5.      | 17 lutego | 1980 | Lake Placid | Zjazd       | 1:37,52 min | +2,01 s | Annemarie Moser-Pröll |
| 9.      | 21 lutego | 1980 | Lake Placid | Gigant      | 2:41,66 min | +4,09 s | Hanni Wenzel          |
| 15.     | 23 lutego | 1980 | Lake Placid | Slalom      | 1:25,09 min | +9,69 s | Hanni Wenzel          |

### Mistrzostwa świata
| Miejsce | Dzień     | Rok  | Miejscowość            | Konkurencja | Czas biegu  | Strata      | Zwyciężczyni          |
| ------- | --------- | ---- | ---------------------- | ----------- | ----------- | ----------- | --------------------- |
| 33.     | 5 lutego  | 1972 | Sapporo                | Zjazd       | 1:36,68 min | +7,00 s     | Marie-Theres Nadig    |
| 14.     | 11 lutego | 1972 | Sapporo                | Slalom      | 1:31,24 min | +9,03 s     | Barbara Cochran       |
| DNF     | 3 lutego  | 1974 | Sankt Moritz           | Gigant      | 1:43,18 min | -           | Fabienne Serrat       |
| 7.      | 7 lutego  | 1974 | Sankt Moritz           | Zjazd       | 1:50,84 min | +1,97 s     | Annemarie Moser-Pröll |
| 15.     | 8 lutego  | 1974 | Sankt Moritz           | Slalom      | 1:34,63 min | +5,01 s     | Hanni Wenzel          |
| 19.     | 8 lutego  | 1976 | Innsbruck              | Zjazd       | 1:46,16 min | +4,32 s     | Rosi Mittermaier      |
| DNF     | 11 lutego | 1976 | Innsbruck              | Slalom      | 1:30,54 min | -           | Rosi Mittermaier      |
| 1.      | 13 lutego | 1976 | Innsbruck              | Gigant      | 1:29,13 min | -           | -                     |
| 12.     | 1 lutego  | 1978 | Garmisch-Partenkirchen | Zjazd       | 1:48,31 min | +3,51 s     | Annemarie Moser-Pröll |
| ?       | 3 lutego  | 1978 | Garmisch-Partenkirchen | Slalom      | 1:24,85 min | ?           | Lea Sölkner           |
| ?       | 4 lutego  | 1978 | Garmisch-Partenkirchen | Gigant      | 2:41,15 min | ?           | Maria Epple           |
| 4.      | 4 lutego  | 1978 | Garmisch-Partenkirchen | Kombinacja  | 2460,39 pkt | +38,04 pkt  | Annemarie Moser-Pröll |
| 5.      | 17 lutego | 1980 | Lake Placid            | Zjazd       | 1:37,52 min | +2,01 s     | Annemarie Moser-Pröll |
| 9.      | 21 lutego | 1980 | Lake Placid            | Gigant      | 2:41,66 min | +4,09 s     | Hanni Wenzel          |
| 15.     | 23 lutego | 1980 | Lake Placid            | Slalom      | 1:25,09 min | +9,69 s     | Hanni Wenzel          |
| 4.      | 23 lutego | 1980 | Lake Placid            | Kombinacja  | 5,57 pkt    | +113,89 pkt | Hanni Wenzel          |

### Puchar Świata

#### Miejsca w klasyfikacji generalnej
- sezon 1971/1972: 31.
- sezon 1972/1973: 24.
- sezon 1973/1974: 10.
- sezon 1974/1975: 12.
- sezon 1975/1976: 23.
- sezon 1976/1977: 13.
- sezon 1977/1978: 25.
- sezon 1978/1979: 71.
- sezon 1979/1980: 31.
- sezon 1980/1981: 27.

#### Miejsca na podium
1. Anchorage – 7 marca 1973 (gigant) – 3. miejsce
2. Pfronten – 6 stycznia 1974 (gigant) – 1. miejsce
3. Garibaldi – 1 marca 1975 (gigant) – 3. miejsce
4. Mont-Sainte-Anne – 19 marca 1976 (gigant) – 3. miejsce
5. Arosa – 20 stycznia 1977 (gigant) – 2. miejsce
6. Heavenly Valley – 6 marca 1977 (gigant) – 2. miejsce
7. Val d’Isère – 3 grudnia 1980 (zjazd) – 2. miejsce